# 江波停留場
江波停留場（日语：／ Eba teiryūjō */?），又稱江波電車站，是位於廣島縣廣島市中區江波西一丁目，廣島電鐵江波線的電車站。車站編號為E6。此電車站是江波線的終點站。

## 歷史
江波線在太平洋戰爭下（1943年）建造。當時軍方要求建設江波線，為了江波地區與三菱重工業廣島造船所的通勤需求而建設。在1943年（昭和18年）12月，土橋至舟入本町開通，於翌年6月延長至舟入南町（現時：舟入南）。但是在翌年的1945年（昭和20年）8月6日，廣島市被投下原子彈，使江波線全線不能通行。江波線在結束戰爭前還未建設至江波地區。
此電車站是在戰後1954年（昭和29年）從江波口停留場（現時：舟入南停留場）延長至此電車站。當時此電車站名為江波口停留場（日语：／），同日舊 江波口停留場改名為Ground口停留場。而此電車站改名為江波停留場的日期有數種說法。
- 1954年（昭和29年）1月[1] - 江波線延長路線，此電車站啟用。當時電車站名為江波口停留場[4][5]。
- 日期不詳[6] - 電車站改名為江波停留場。
- 2013年（平成25年）2月15日 - 9號線路線從八丁堀延長至江波，9號線開始停靠此電車站。
- 2014年（平成26年）3月25日 - 電車站改善工程完成。上下行月台的高度提高了，而下行月台新設安全島[7]。同時，於江波終點路口設置了電車優先信號燈。

## 電車站構造
電車站是建造在專用路段。電車站設有2面2線的相對式低地台月台。在電車站以南連接江波車廠。於電車站靠近車廠一方設有轉轍器。
上下行月台與行人路成為一體化結構。從起點觀看此電車站中，右邊為土橋方向的上行月台，左邊為下車專用月台。當中上行月台設有上蓋。曾經在行人路上的月台與電車地台設有高度差（當中包括超低地台車輛）。

### 運行系統
此電車站是江波線電車站之一。6、8、9系統會駛入此站。當中9號線原本只行走於白島線內，在2013年（平成25年），該線從八丁堀直通至本線和江波線至此電車站。
| 上行月台 | 6號線                 | 前往廣島站   |
| 上行月台 | 8號線                 | 前往橫川站   |
| 上行月台 | 9號線                 | 前往白島     |
| 下行月台 | 6號線 · 8號線 · 9號線 | （下車專用） |

## 電車站周邊

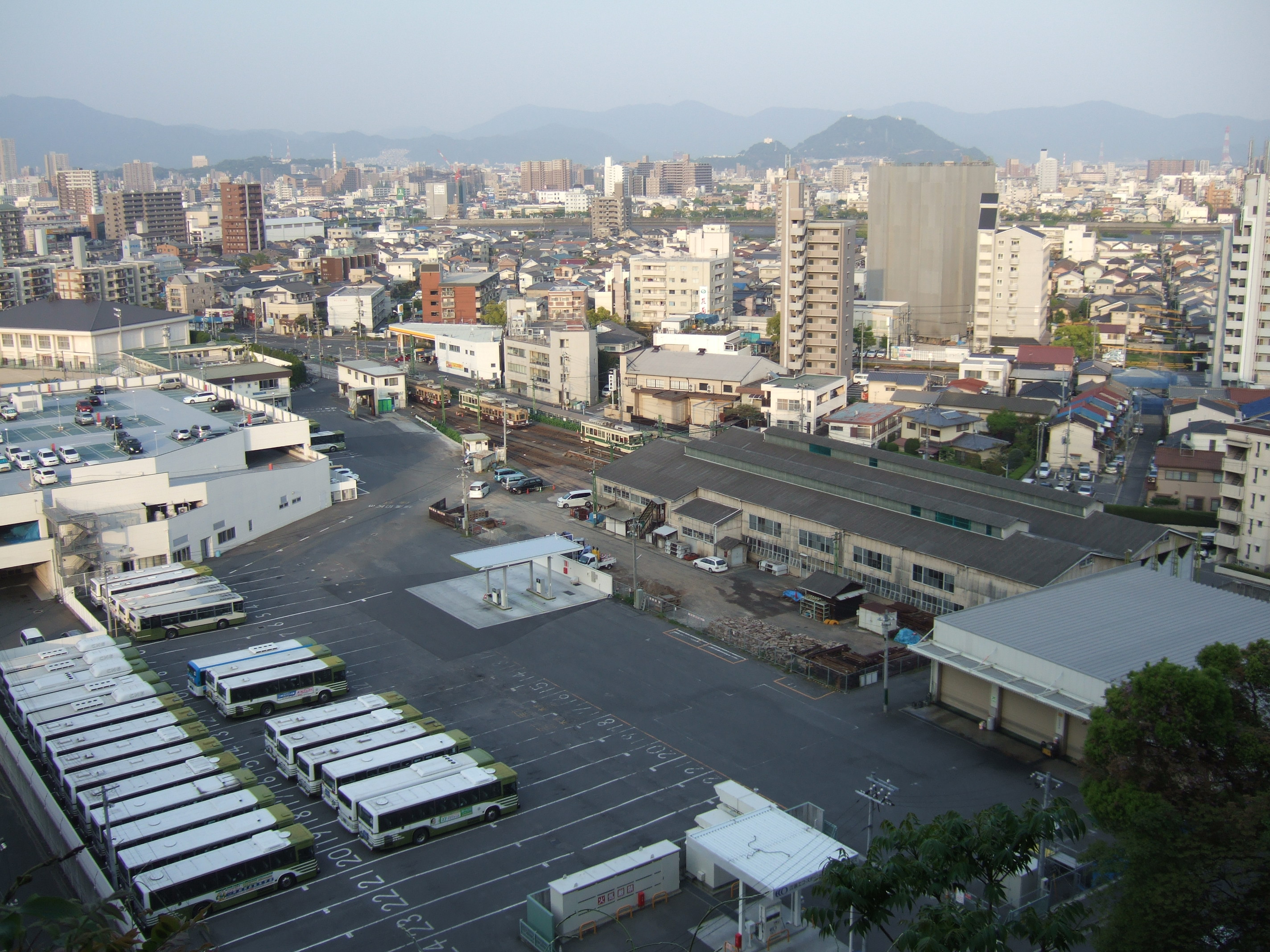
江波車廠（2010年）

電車站西南設有江波車廠，為廣島電鐵的電車車廠和廣電巴士的巴士車廠。在巴士車廠內設有MaxValu江波店。江波線當初的目的地是三菱重工業廣島製作所江波工場，但是該工場位於此電車站以南1公里處。因此一直沒有實現此路線的原本計劃，前往該工場需要在此電車站轉乘巴士。
- 廣島縣立廣島商業高校（日语：広島県立広島商業高校）
- 廣島市立江波中學（日语：広島市立江波中学校）
- 廣島市江波山氣象館（日语：広島市江波山気象館）

## 相鄰電車站
廣島電鐵
■江波線
舟入南（E5）－江波（E6）

## 注腳
1. 1 2  《広電が走る街 今昔》、《日本鐵道旅行地圖帳》指出是1月8日，《広島電鉄開業100年・創業70年史》433頁指出是1月7日。
2. 1 2  《広電が走る街 今昔》111-114頁
3. 1 2   (PDF). エネルギア地域経済レポート. 中國電力. 2013-09  [2016-09-30]. （原始内容 (PDF)存档于2016-10-01） （日语）.
4. 1 2 3  《広電が走る街 今昔》150-157頁
5. 1 2  今尾惠介（監修）. . 11 中国四国. 新潮社. 2009: 38. ISBN 978-4-10-790029-6.
6. 1 2  在《広電が走る街 今昔》指出是在1968年（昭和43年）以後。在《日本鉄道旅行地図帳》指出是1959年至1962年之間，在《山陽・山陰ライン 全線・全駅・全配線》指出是1963年（昭和38年）。
7. 1 2  . 広島電鉄.   [2016-09-30]. （原始内容存档于2020-11-30） （日语）.
8. 1 2 3  川島令三.  中国篇 2. 草思社. 2009: 103・108頁. ISBN 978-4-7942-1711-0 （日语）.
9. 1 2 3 4 5 6 7  川島令三. . 【図説】 日本の鉄道. 第7巻 広島エリア. 講談社. 2012: 15・83–84頁. ISBN 978-4-06-295157-9 （日语）.
10. ↑   (新闻稿). 広島電鉄. 2013-02-06  [2016-09-27]. （原始内容存档于2015-03-17） （日语）.

## 外部連結
- 江波 | 電車情報：電停指南 （页面存档备份，存于）（日語） - 廣島電鐵